# Martin Gottlieb Fronius
Martin Gottlieb Fronius (Brassó, 1743. május 13. – Brassó, 1792. augusztus 18.) orvosdoktor.

## Élete
Andreas Fronius orvos fia. Az orvosi tudományokat 1762-ben Jenában és 1763-ban Halléban tanulta, ahol 1765-ben orvosdoktorrá avatták. Hazájába visszatérvén Medgyes város orvosa lett.

## Művei
- Dissertatio inauguralis medica de differentia graduali morborum malignorum: Praeside Andrea Nunn. Pro gradu Doctoris die 20. April 1765. Erfordiae.
- Nähere Untersuchung der Pestansteckung. Nebet 2 Aufsätzen von dr. Lange u Fronius über Berichte aus Moldau u. Walachei; und über Schädlichkeit der Contumazen. Wien, 1789.